# Bilram
Bilram es un pueblo y nagar Panchayat situado en el distrito de Kanshiram Nagar en el estado de Uttar Pradesh (India). Su población es de 12429 habitantes (2011). 

## Demografía
Según el censo de 2011 la población de Bilram era de 12429 habitantes, de los cuales 6644 eran hombres y 5785 eran mujeres. Bilram tiene una tasa media de alfabetización del 46,37%, inferior a la media estatal del 67,68%: la alfabetización masculina es del 56,31%, y la alfabetización femenina del 35,04%.